# Un uomo solo (Isherwood)
Un uomo solo (A Single Man) è un romanzo dello scrittore Christopher Isherwood pubblicato nel 1964.
Il romanzo ripercorre l'ordinaria giornata dell'inglese George, un professore di mezza età e omosessuale che insegna presso un college di Los Angeles. Egli è rimasto solo, dopo la morte del suo compagno, e trova conforto nella notte passata assieme ad un giovane universitario.
Isherwood traccia il delicato racconto di un uomo solo, ripercorrendo una sua qualsiasi giornata, mescolando gioie e dolori, voglia d'amare e l'incombenza della morte. Il romanzo è dedicato a Gore Vidal.
Edmund White lo ha definito come il primo e migliore romanzo della moderna letteratura gay, successivamente considerato una pietra miliare del movimento di liberazione gay.

## Adattamento cinematografico
Nel 2008 lo stilista Tom Ford ha acquistato i diritti del romanzo per realizzare un adattamento cinematografico, che segna il suo debutto alla regia. A Single Man ha per protagonista l'attore inglese Colin Firth, nei panni del professore, il resto del cast comprende Julianne Moore, Matthew Goode, Nicholas Hoult e Ginnifer Goodwin.

## Edizioni
- Christopher Isherwood, Un uomo solo, traduzione di Dario Villa, Guanda, 2003, ISBN 88-8246-605-1.
- Christopher Isherwood, Un uomo solo, traduzione di Dario Villa, Adelphi, 2010.